# ستاوغ
ستاوغ أو لينكس/ستاوغ هو أوَّل فيروس كمبيوتر معروف كُتبَ لنظام التشغيل لينكس، اُكتشف في خريف عام 1996، وقد تمَّ إصلاح نقاط الضعف التي استغلها الفيروس بعد فترةٍ وجيزة من اكتشافه.
كُتبَ ستاوغ بلغة التجميع بواسطة مجموعة اختراق أُستراليَّة تُسمَّى فلاد (بالإنجليزية: VLAD)‏.

## وصلات خارجيَّة
- "Linux/Staog" [لينُكس/ستاوغ]. إف سيكيور. مؤرشف من الأصل في 2013-01-02. اطلع عليه بتاريخ 2023-08-01.
- "Linux-Kernel Archive: Staog virus". lkml.indiana.edu. 8 فبراير 1997. مؤرشف من الأصل في 2012-12-15. اطلع عليه بتاريخ 2023-08-01.